# Драшан
Драшан (болг. Драшан) — село в Болгарии. Находится в Врачанской области, входит в общину Бяла-Слатина. Население составляет 213 человек.

## Политическая ситуация
Драшан подчиняется непосредственно общине и не имеет своего кмета.
Кмет (мэр) общины Бяла-Слатина — Венцислав Велков Василев (Болгарская социалистическая партия (БСП)) по результатам выборов.